# Cabaret-restaurant le Raspoutine
Pour les articles homonymes, voir Raspoutine (homonymie).
Le Raspoutine est un ancien cabaret-restaurant, dans un immeuble construit en 1931 sur des plans de Louis-Hippolyte Boileau et Charles-Henri Besnard, inauguré en 1965 avec une nouvelle décoration intérieure et extérieure du plasticien Erté et reconverti depuis les années 2000 en discothèque.

## Histoire
Le complexe immobilier, qui donne sur le 101 avenue des Champs-Élysées, l'avenue George-V, la rue Vernet et la rue de Bassano, est inauguré en 1931.
Avant 1965, le cabaret « Le Drap d'or » occupe déjà le site du 58 rue de Bassano. Propriété d’Hélène Martini, et dirigé par Henri de la Palmira, il est réputé comme un des endroits les plus chers de Paris. En 1965, il change de vocation et fait l'objet d'une nouvelle décoration pour devenir un cabaret russe sous l'impulsion d'Hélène Martini, qui fait appel à son ami le plasticien russe Erté. Il prend alors le nom de Raspoutine.
Le Raspoutine est notamment fréquenté par Serge Gainsbourg et Jane Birkin ainsi que Frédéric Beigbeder,.
Les façades et les toitures sur rues de l'immeuble sont inscrites aux monuments historiques le 15 avril 1991. La devanture du cabaret-restaurant et sa marquise, le vestibule, l'escalier et sa cage, le vestiaire, tous les décors du premier sous-sol et du salon des toilettes du deuxième sous-sol sont inscrits par arrêté du 24 mars 1993.
Le cabaret est racheté à la fin des années 2000 par Laurent de Gourcuff via sa société Paris Society, qui devient également propriétaire de plusieurs autres discothèques et établissements de luxe parisiens. Il la transforme en night-club chic qu'il loue régulièrement pour des tournages et des soirées privées.